# Waterloo (Kalifornija)
Waterloo je naseljeno područje za statističke svrhe u američkoj saveznoj državi Kalifornija. Prema popisu stanovništva iz 2010. u njemu je živjelo 572 stanovnika.